# Мініна Ксенія Олександрівна
Ксенія Олександрівна Мініна (нар. 7 липня 1941 року, Мстиславль, Могильовська область, Білоруська РСР, СРСР — пом. 18 листопада 1997 року, Москва, Росія) — радянська і російська актриса театру і кіно, Заслужена артистка РРФСР. З 1964 по 1997 роки виступала в трупі МХАТу.

## Творча біографія
Протягом тридцяти років Ксенія Мініна виходила на сцену МХАТу в різних виставах, серед яких: «Ешелон», «Валентин і Валентина» та «Старий Новий рік» М. Рощина; «Йдучи, озирнись» Е. Володарського; «Синій птах» М. Меттерлінка; «Три товстуни» Ю. Олеші; «Нахлібник» І. Тургенєва; «На всякого мудреця досить простоти» О. Островського; «Іванов», «Чайка» і «Вишневий сад» А. П. Чехова; «Кремлівські куранти» М. Погодіна тощо.
Заслужена артистка РРФСР.
Останні два роки тяжко хворіла на онкологічне захворювання.
Померла 18 листопада 1997 року, похована в Москві на Хованському кладовищі.

## Фільмографія
- 1989 — Ніч на роздуми (телеспектакль)
- 1985 — Людина з акордеоном — гостя на весіллі
- 1984 — Щаслива, Женька! — Світлана, сусідка
- 1984 — Волоколамське шосе (фільм-спектакль) — Микільська, військова лікарка
- 1981 — Йдучи, озирнись… (фільм-спектакль) — Ніна Аркадіївна
- 1981 — Іванов (фільм-спектакль) — Бабакіна Марфа Єгорівна
- 1980 — Старий Новий рік — Клава Себейкина
- 1979 — Своє щастя — секретарка у видавництві
- 1979 — За даними карного розшуку... — Ігнатова Клавдія Михайлівна — голова колгоспу
- 1979 — Вірою і правдою — Світлана Карпівна
- 1978 — Москва. Чисті ставки (фільм-спектакль) — Алевтина
- 1978 — В день свята — Катя
- 1978 — Антоніна Брагіна — Антоніна Брагіна
- 1977 — Незакінчена п'єса для механічного піаніно — Лізочка
- 1977 — Джентльмени, яким не пощастило (фільм-спектакль) — Місіс Мерфі
- 1975 — Дорога — Клава (немає в титрах)
- 1974 — Спадкоємці — Маша
- 1973 — Це сильніше за мене — Варя
- 1972 — Пічки-лавочки — Ксенія, дружина Васьки Чулкова
- 1972 — Нахлібник (фільм-спектакль) — Маша, покоївка
- 1972 — Льоди йдуть в океан (фільм-спектакль) — Людмила Хрисанова
- 1971 — День за днем (фільм-спектакль)— Ксенія
- 1970 — Недостача
- 1969 — Сувора дівчина (фільм-спектакль) — Тамара
- 1967 — Бунтівна застава
- 1966 — Життя хороша штука, брате! — Маруся
- 1965 — Вчитель словесності (короткометражний) — Маня Шелестова
- 1965 — Три пори року
- 1965 — Аварія — Галина Дроздова

## Ролі в театрі
- Ешелон (М. Рощин)
- Валентин і Валентина (М. Рощин)
- Йдучи озирнись (Е. Володарський)
- Синій птах (М. Меттерлінк)
- Три товстуни (Ю. Олеша)
- На всякого мудреця досить простоти (А. Островський)
- Старий Новий рік (М. Рощин)
- Іванов (А. Чехов)
- Кремлівські куранти (М. Погодін)
- Чайка (А. Чехов)
- Вишневий сад (А. Чехов)
- Вчитель словесності
- Нахлібник (І. Тургенєв)